# 卡爾·托馬斯 (勒文施泰因-韋爾特海姆-羅森貝格)
卡爾·托馬斯（德語：Karl Thomas，1783年7月18日—1849年11月3日），勒文施泰因-韋爾特海姆-羅森貝格親王，1814年至1849年在位。

## 家庭
1799年，卡爾·托馬斯與溫迪許-格萊茲的索菲·路易絲（Sophie Luise）結婚，兩人共有1子5女：
1. 康斯坦丁（1802年—1838年）
2. 利奧波汀（1804年—1869年）
3. 阿德海德（1806年—1884年）
4. 索菲（德语：Sophie zu Löwenstein-Wertheim-Rosenberg）（1809年—1838年）
5. 瑪麗亞（1813年—1878年）
6. 歐拉莉埃（1820年—1895年）